# از دست دادن حس
انواع مختلفی از از دست دادن حس به دلیل فرایند حس‌پذیری معیوب رخ می‌دهند، چه به دلیل گیرنده‌های ناکارآمد، آسیب عصبی یا نقص مغزی. برخلاف ادراک‌پریشی، این نقص‌ها ناشی از آسیب‌هایی هستند که پیش از فرایند ادراک رخ داده‌اند.

## اختلال بینایی
درجات اختلال بینایی به‌طور قابل توجهی متغیر است، اگرچه طبقه‌بندی بین‌المللی آماری بیماری‌ها منتشر شده در سال ۱۹۷۹، آنها را در سه رده دسته‌بندی کرده است: حدت بینایی، کم‌بینایی، و نابینایی. دو علت مهم اختلال بینایی ناشی از ناکارایی حس‌ها، شامل کدری رسانه و بیماری‌های عصب بینایی است، اگرچه هیپوکسی و بیماری‌های شبکیه نیز می‌توانند منجر به نابینایی شوند. بیشتر علل اختلال بینایی ممکن است درجات متفاوتی از آسیب را ایجاد کنند، از نابینایی کامل تا اثر ناچیز. کدری رسانه در حضور کدری در بافت‌ها یا مایعات چشم رخ می‌دهد که تصویر را پیش از برخورد با سلول گیرنده نور، مخدوش و/یا مسدود می‌کند. اختلال بینایی اغلب با وجود عملکرد صحیح گیرنده‌های شبکیه رخ می‌دهد. بیماری‌های عصب بینایی، مانند التهاب عصب بینایی یا التهاب عصب بینایی پشت‌چشمی، منجر به نقص در مسیر عصبی آوران می‌شوند، پس از اینکه سیگنال به درستی از گیرنده‌های شبکیه انتقال یافته است.